# Dikh-Tau
El Dikh-Tau o Dikhtau (karatxai-balkar: Дых тау, Dikh-Tau; rus: Дыхта́у, Dikhtau) és una muntanya situada a la República de Kabardino-Balkària (Rússia). El seu cim es troba a uns 5 quilòmetres de la frontera entre Rússia i Geòrgia. Amb 5.205 m d'altitud, és el segon cim més alt del Caucas i d'Europa, després de l'Elbrús.
El seu nom prové de l'expressió turquesa «dik dagh» que significa muntanya dentada.
La muntanya, junt amb el Kóixtan-Tau (5152 m), que es troba a uns sis quilòmetres a l'est, marca els 'germans de Bezingui', que formen l'extrem occidental de la cadena nord de Bezingui. El Dikhtau va ser escalat per primera vegada el 1888 per Albert Mummery i el seu guia de muntanya suís Heinrich Zurfluh de Meiringen; el mateix any va seguir una expedició de John Cockin, Holder, H. Woolley i Ulrich Almer.
La ruta original per la carena sud-oest ja no s'acostuma a seguir, perquè actualment la ruta normal puja per la carena nord (amb grau de dificultat 4B a l'escala russa). L'ascens al Dikhtau suposa un alt nivell de dificultat dins del repte dels Set Segons Cims, l'ascens a les segones muntanyes més altes dels set continents.
El massís està protegit per la reserva natural d'alta muntanya de Kabardino-Balkària. Entre les espècies característiques de la zona es troben les àguiles daurades.

## Accés
S'accedeix a Dikhtau des del nord (Rússia). Es pot arribar al poble de Bezingui des de Nàltxik a Kabardino-Balkària amb un transport públic poc freqüent, aquí cal contractar un vehicle 4 per 4. D'aquesta manera s'arriba al Campament Alpí de Bezingui a 2180 m. A partir d'aquí, es triguen 2 dies més fins a arribar a la base de la pujada.

## Rutes d'escalada
Aquest és un dels grans cims caucàsics, davant del magnífic mur de Bezingui a través de la glacera Bezingui. El primer ascens el 1888 per Mummery i Zarfluh va ser un èxit important en aquell moment. El seu recorregut per la carena sud-oest ja no s'utilitza com a ruta normal que ara és la carena nord qualificada 4B (graduació russa).
A partir de Misses Kosh, la carena es guanya primer creuant la cresta occidental de Misses-Tau i continuant fins al bivac rus situat a una glacera penjada que baixa de la cresta nord del Dikhtau, a 4 hores de Misses-Kosh. Una vegada que es guanya una osca entre Misses-Tau i Dikhtau, la cresta nord es continua fins al cim. A 2 dies del bivac rus, hi ha diversos bivacs ben situats a la cresta nord. Detalls i mapa Arxivat 2016-03-04 a Wayback Machine.

## Cartografia
Es poden trobar a Internet mapes d'origen militar soviètic. Són en ciríl·lic. Dos mapes cobreixen la zona.